# Roland Hayes

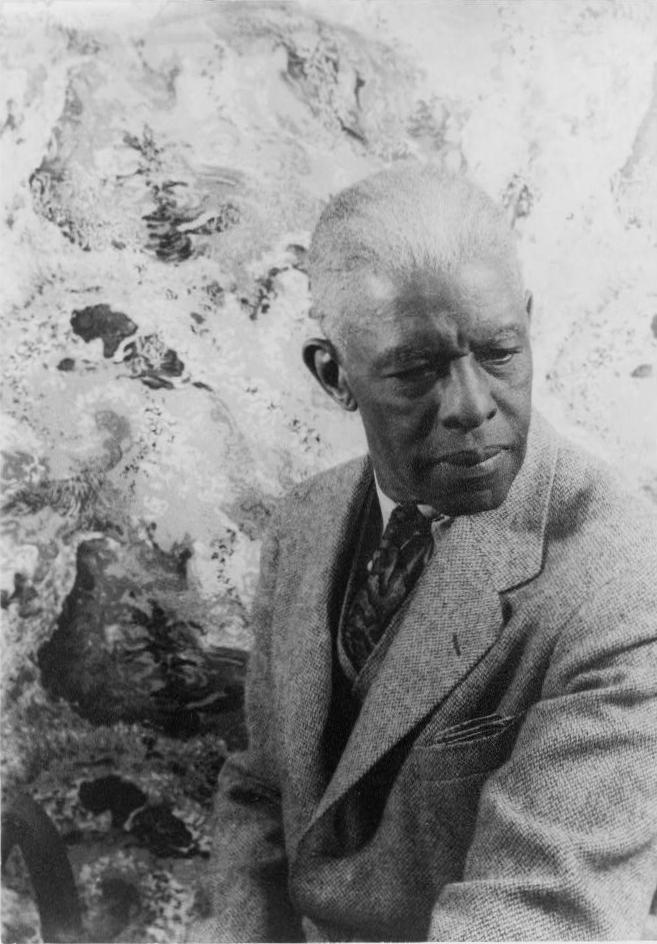
Hayes 1954, Fotografie von Carl Van Vechten

Roland Hayes (* 3. Juni 1887 in Curryville, Georgia; † 1. Januar 1977 in Boston, Massachusetts) war ein US-amerikanischer Opernsänger (Tenor) und der erste afroamerikanische klassische Sänger, der internationale Anerkennung fand.

## Leben
Der Sohn ehemaliger Sklaven kam 1898 mit seiner Familie nach Chattanooga, Tennessee. Er wuchs mit afroamerikanischen Spirituals auf, sang im Kirchenchor seiner Gemeinde und leitete dort ein eigenes Gesangsquartett. Da er die Familie unterstützen musste, brach er frühzeitig den Schulbesuch ab. Dennoch gelang ihm 1905 die Aufnahme in das Vorbereitungsprogramm der Fisk University in Nashville. Er besuchte Musikkurse und wurde Mitglied der Fisk Jubilee Singers. Mit diesen unternahm er 1911 eine Tournee und nahm bei dieser Gelegenheit mit drei anderen Sängern mehrere Spirituals bei der Edison Phonograph Company auf.
Nach dem Ende der Tournee blieb er in Boston, tourte mit William Lawrence und William Richardson als Hayes Trio und gab sein erstes Konzert in der auf eigene Kosten gemieteten Symphony Hall in Boston. Es gelang ihm, sich – auch gegen rassistische Vorurteile – durchzusetzen, und er erhielt Einladungen an große Konzerthäuser der USA wie die Carnegie Hall.
1920 segelte Hayes mit seinem Pianisten Lawrence Benjamin Brown nach London, wo er zunächst unter finanziellen Schwierigkeiten Konzerte gab, bis er an der Wigmore Hall auftreten konnte. Dies zog eine Einladung zu einem Auftritt vor George V. und Queen Mary im Buckingham Palace nach sich und brachte ihm Engagements in zahlreichen Städten Europas.
1923 kehrte er in die USA zurück und setzte dort seine Konzerttätigkeit (auch finanziell) erfolgreich fort. 1928 sang er in der Sowjetunion, eine Europatournee brach er Anfang der 1930er Jahre wegen des zunehmend rassistischen Klimas ab.
1932 heiratete Hayes seine Cousine Helen Azalda Mann, mit der er eine Tochter bekam. Er erwarb die Farm in Georgia, auf der seine Eltern als gearbeitet hatten und er seine frühe Kindheit verbracht hatte, und ließ sich dort mit seiner Familie nieder. 1942 veröffentlichte er seine Autobiographie Angel Mo' and Her Son, Roland Hayes, 1948 erschien My Favorite Spirituals: 30 Songs for Voice and Piano.
Auf Grund eines rassistischen Zwischenfalls verkaufte Hayes 1948 seine Farm und verließ mit seiner Familie Georgia. Bis 1973 gab er regelmäßig Konzerte, u. a. an der Carnegie Hall, der Fisk University und anderen Colleges. Seit den 1940er Jahren gab er privaten Gesangsunterricht, seit 1950 unterrichtete er am Boston College. Er unterstützte und ermutigte zahlreiche afroamerikanische Sänger der folgenden Generation, darunter Marian Anderson, Paul Robeson, Leontyne Price, Dorothy Maynor, Kenneth Spencer und Edward Boatner. 1991 wurde Hyes posthum in die Georgia Music Hall of Fame aufgenommen, 2000 wurde im Harris Arts Center in Calhoun das Roland Hayes Museum eröffnet.
1953 wurde Hayes in die American Academy of Arts and Sciences gewählt.